# Chiesa abbaziale di San Filiberto
La chiesa abbaziale di San Filiberto a Tournus, a sud di Digione, è molto antica ed è datata tra il 960 e il 980. Fu riconsacrata dopo un incendio nel 1019 ed ancora nel 1020, dopo successivi lavori.
Ha una struttura architettonica molto particolare. La prima abbazia era dedicata a San Valeriano, le cui reliquie però sono andate perdute dopo le distruzioni normanne. L'attuale struttura è dedicata a San Filiberto, le cui reliquie sono tuttora conservate nella chiesa.

## Storia
Sulla tomba del santo martire Valeriano esisteva un monastero dove, nel IX secolo, i monaci di Noirmoutier si trasferirono portandovi le reliquie del loro fondatore san Filiberto. Successivamente edificarono l'attuale chiesa abbaziale di san Filiberto, sempre dedicata al santo (St.Philibert), che, inaugurata nel 1120 da papa Callisto II, rappresenta uno dei momenti più alti dell'architettura romanica francese.

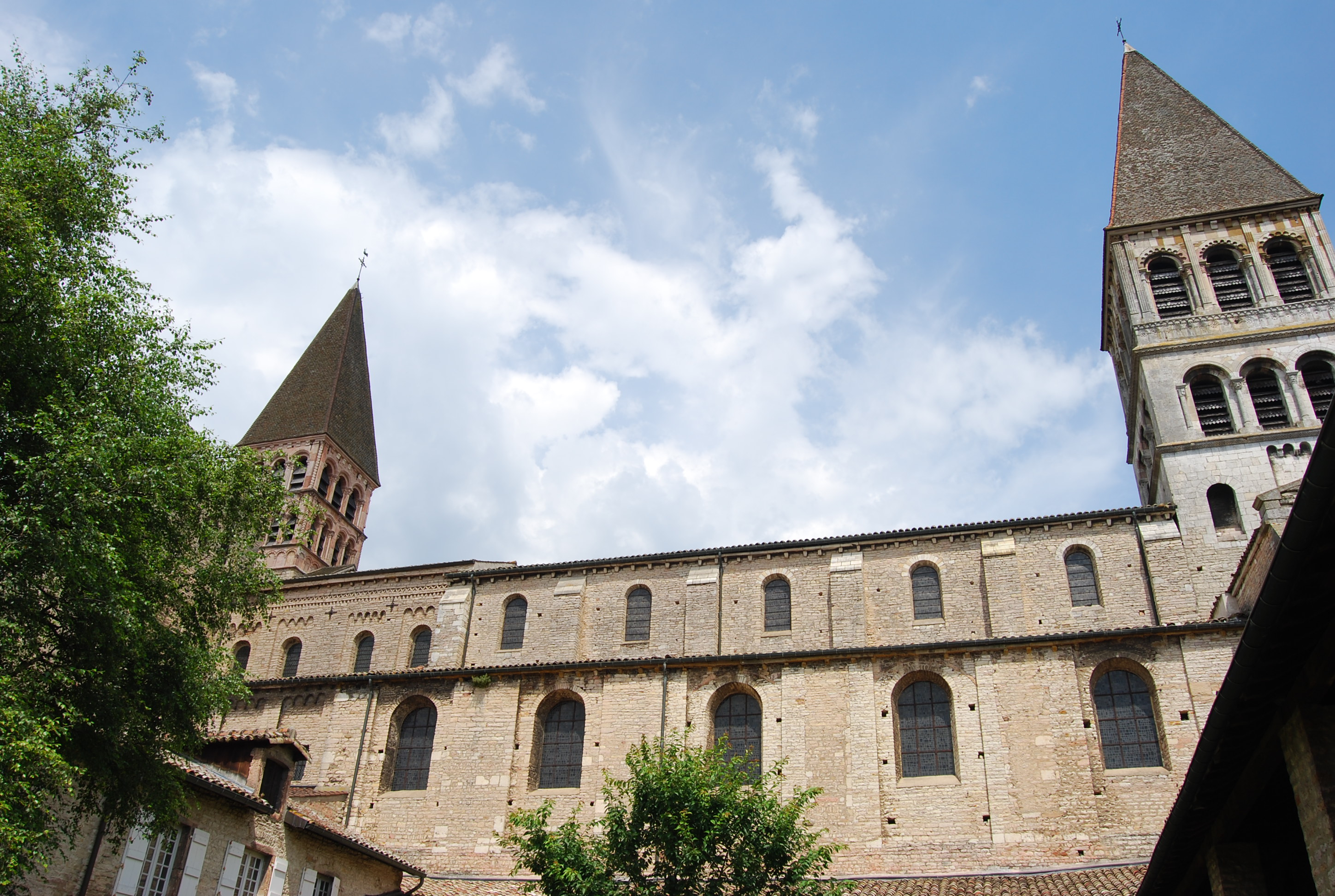
Lato sud

## Architettura

### Esterno
La chiesa ha un nartece a due piani le cui insolite dimensioni rispetto alla navata si notano bene dalle foto laterali. Il nartece ha due torri quadrate di facciata di cui quella su lato sud solo abbozzata. Inoltre, ha anche una torre quadrata sulla crociera, simile a quella occidentale. La facciata è semplice, in pietre di piccole dimensioni, tipo mattoncini. Unici decori sono delle discrete lesene collegate da archetti. Il nartece al piano terra è alquanto basso, a pilastri rotondi e con volte a crociera. L'ambiente al secondo piano del nartece è detto cappella di San Michele.

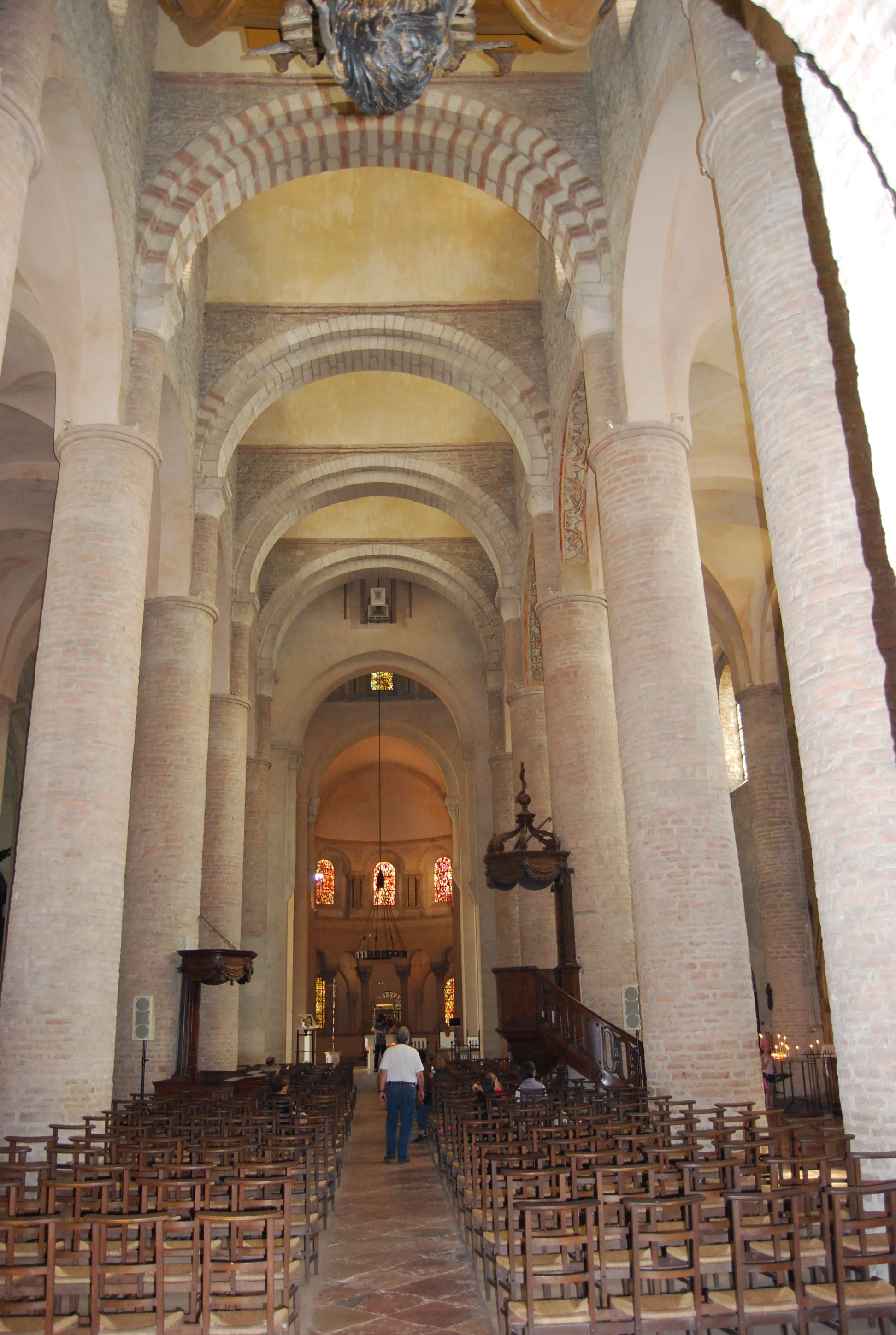
Navata centrale

### Interno
La peculiarità della chiesa è nella navata centrale, ad alti pilastri rotondi, divisa in campate molto evidenti con volte a botte messe di traverso rispetto alla lunghezza della navata. Questa disposizione della volta riduce drasticamente il problema delle spinte laterali, infatti le pareti laterali all'esterno non presentano contrafforti. Questa copertura ha sostituito quella originaria, in legno. Al di sopra dei pilastri, colonne sporgenti che un tempo giungevano all'attacco del soffitto in legno. Anche le navate laterali sono molto alte e conferiscono alla chiesa una pseudo-struttura di chiesa a sala, anche se vi è un cleristorio che illumina la navata. Il transetto e il coro sono molto più bassi e la crociera pertanto sembra infossata. Un deambulatorio gira intorno all'abside, semicircolare, con tre cappelle radiali.
In una delle cappelle gotiche vi è la madonna di Notre Dame la Brune del XII secolo, molto venerata all'epoca.
La chiesa custodisce, nella cappella assiale alla navata, le reliquie del Santo a cui è dedicata.
Il deambulatorio, realizzato in prosecuzione delle navate laterali, ma con soffitto a botte, a differenza del soffitto a vela delle navate laterali, ha un pavimento a mosaico del XII secolo con medaglioni di ottima fattura che rappresentano i segni dello zodiaco.
Durante recenti lavori di restauro sono state trovate inoltre pitture murali agli intradossi delle arcate della navata ed a parti dei soffitti, di ottima fattura, rappresentanti temi floreali e geometrici.

## Galleria d'immagini

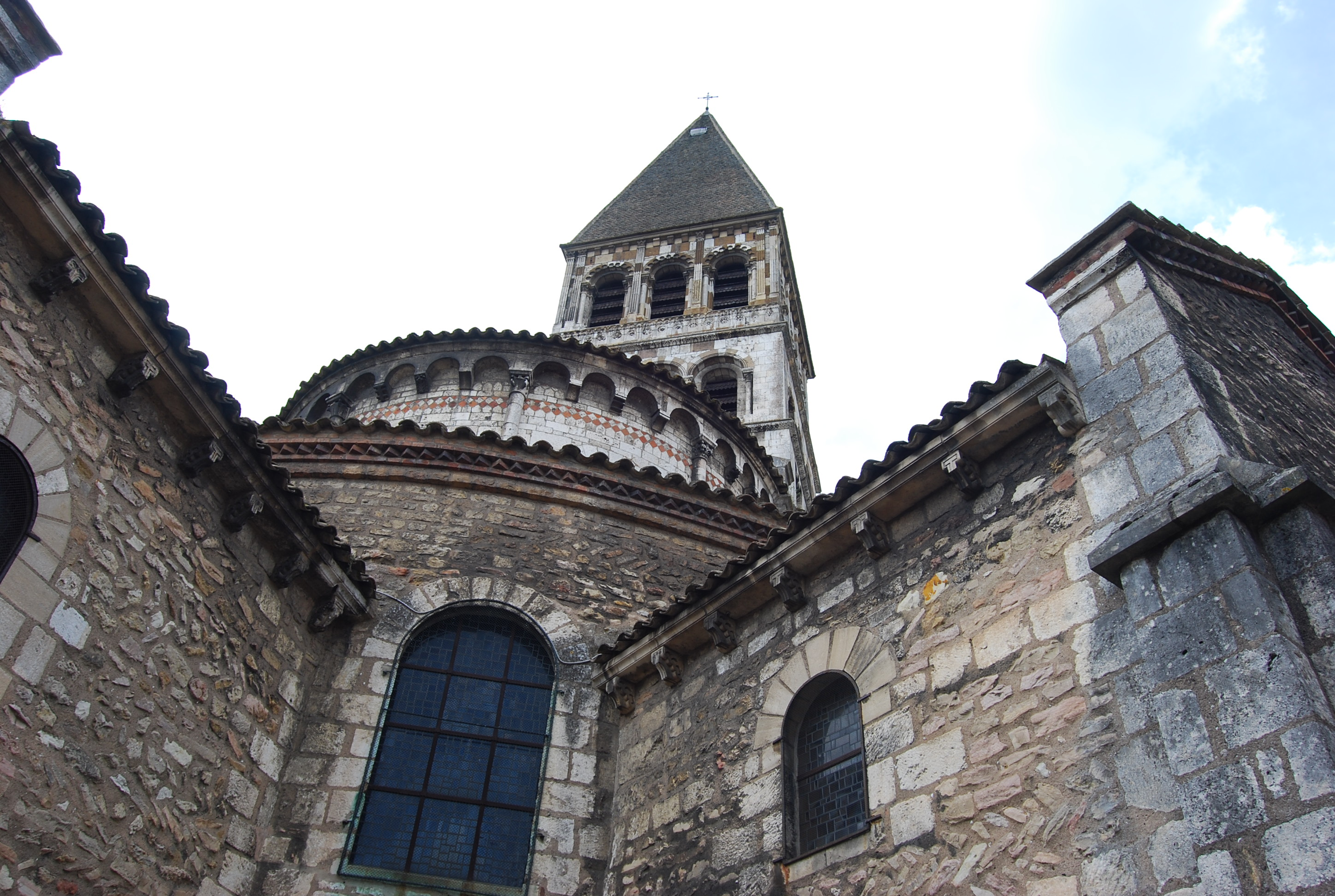
Abside
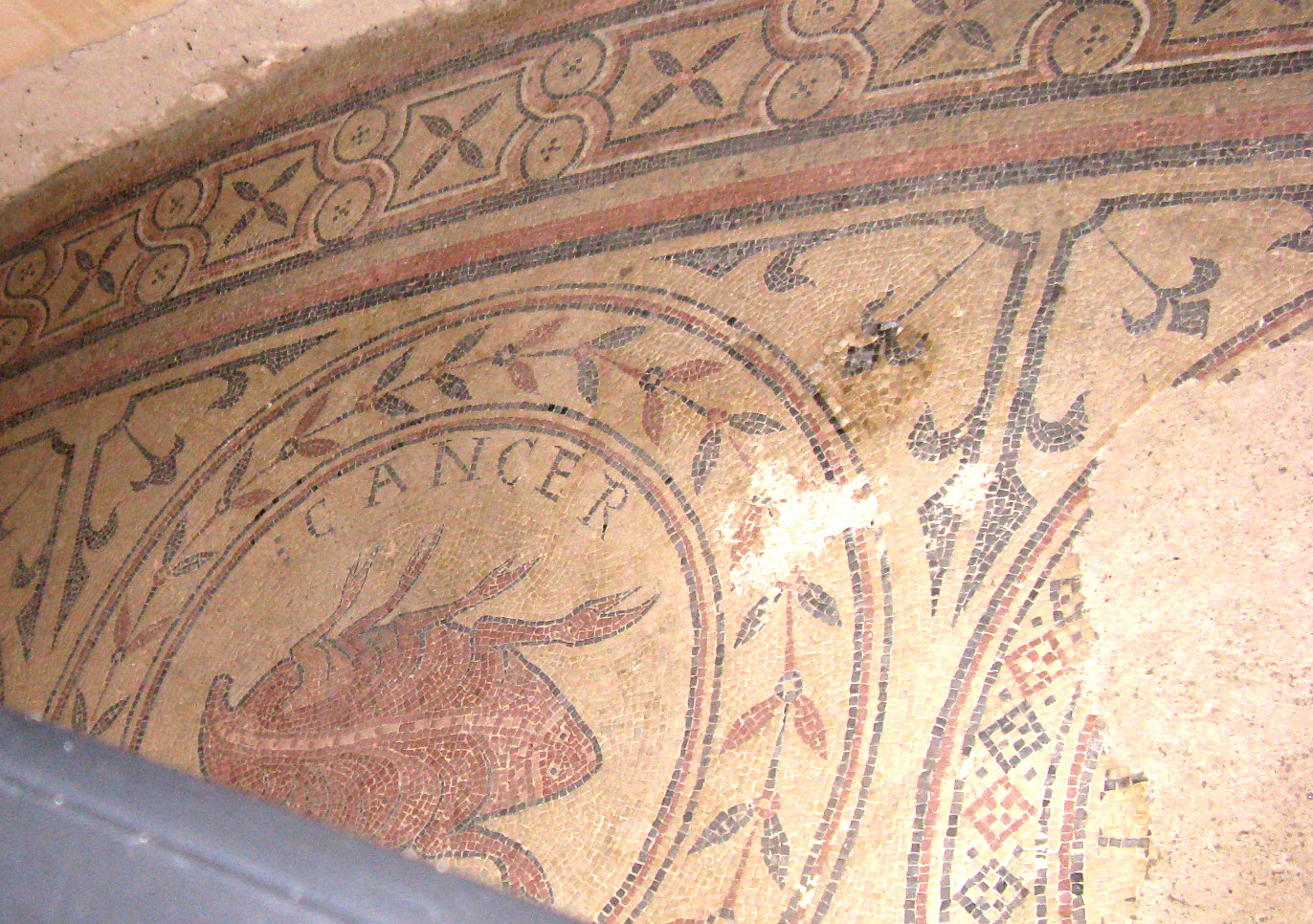
Mosaico
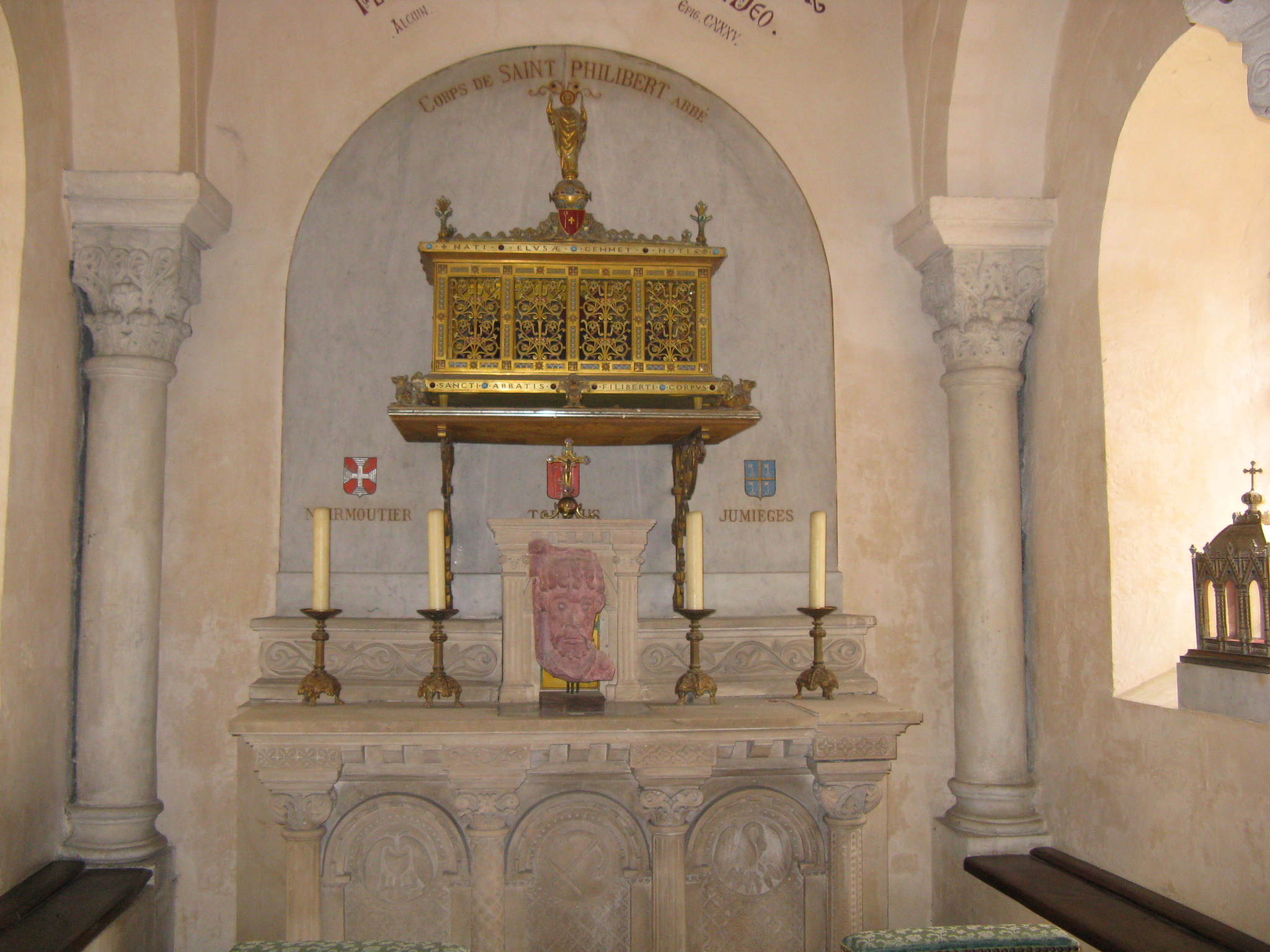
Reliquie del santo
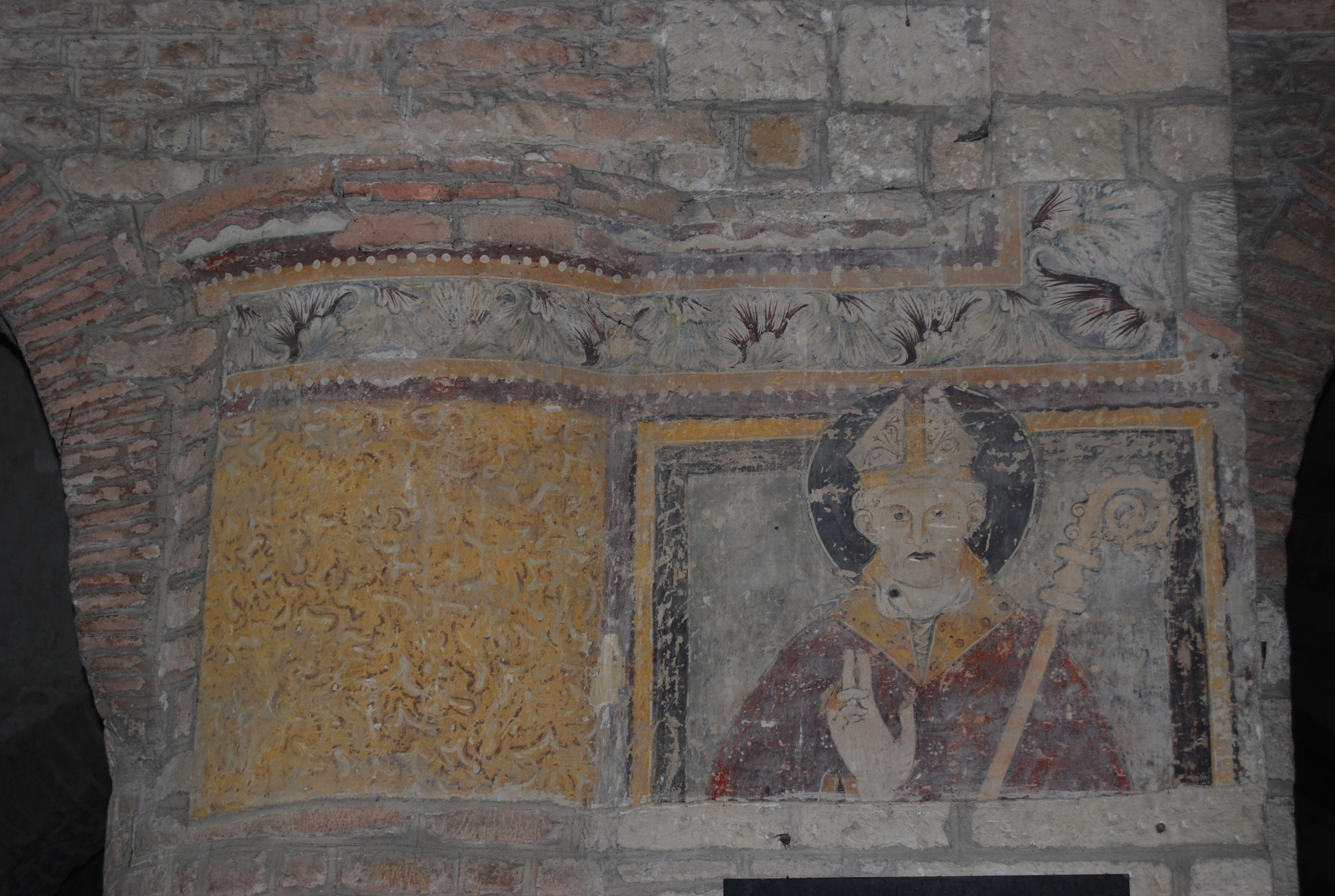
Pitture murali
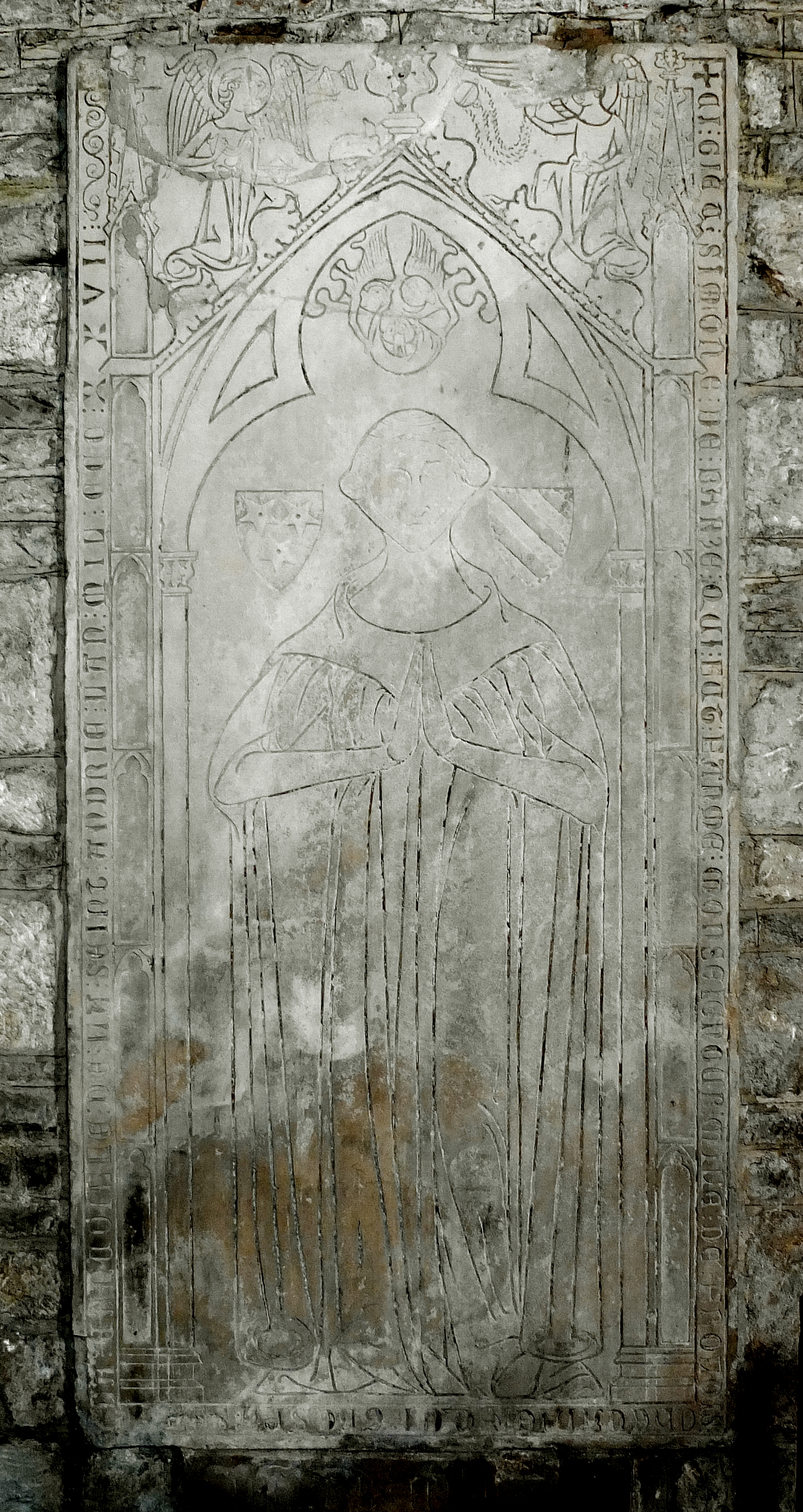
Epitaffio